# Championnats du monde de kayak-polo
Les championnats du monde de kayak-polo sont une compétition de kayak-polo organisée par la Fédération internationale de canoë, pour les catégories Séniors Hommes, Séniors Femmes, Espoirs Hommes (moins de 21 ans) et Espoirs Femmes (moins de 21 ans).
Depuis 1994, le championnat du monde a lieu tous les deux ans, les années paires, en alternance avec le championnat d'Europe de kayak-polo, qui se déroule les années impaires.

## Palmarès
| Année | Lieu                    | Senior Hommes                             | Senior Femmes                             | Espoirs Hommes                            | Espoirs Femmes                            |  |
| ----- | ----------------------- | ----------------------------------------- | ----------------------------------------- | ----------------------------------------- | ----------------------------------------- |  |
| 1987  | France / Savoie         | France                                    |                                           |                                           |                                           |  |
| 1994  | Royaume-Uni / Sheffield | Australie                                 | Australie                                 |                                           |                                           |  |
| 1996  | Australie / Adelaide    | Australie                                 | Grande-Bretagne                           |                                           |                                           |  |
| 1998  | Portugal / Aveiro       | Australie                                 | Australie                                 |                                           |                                           |  |
| 2000  | Brésil / São Paulo      | Grande-Bretagne                           | Allemagne                                 |                                           |                                           |  |
| 2002  | Allemagne / Essen       | Grande-Bretagne                           | Allemagne                                 | Allemagne                                 | Allemagne                                 |  |
| 2004  | Japon / Miyoshi         | Pays-Bas                                  | Grande-Bretagne                           | Espagne                                   |                                           |  |
| 2006  | Pays-Bas / Amsterdam    | France                                    | Allemagne                                 | France                                    |                                           |  |
| 2008  | Canada / Edmonton       | Pays-Bas                                  | Grande-Bretagne                           | Grande-Bretagne                           |                                           |  |
| 2010  | Italie / Milan          | France                                    | Grande-Bretagne                           | Allemagne                                 | France                                    |  |
| 2012  | Pologne /Poznań         | Pays-Bas                                  | Allemagne                                 | France                                    | Allemagne                                 |  |
| 2014  | France /Thury-Harcourt  | France                                    | Allemagne                                 | France                                    | Allemagne                                 |  |
| 2016  | Italie / Syracuse       | Italie                                    | Nouvelle-Zélande                          | Grande-Bretagne                           | Allemagne                                 |  |
| 2018  | Canada / Welland        | Allemagne                                 | Allemagne                                 | Grande-Bretagne                           | Allemagne                                 |  |
| 2020  | Italie / Rome           | Annulé à cause de la pandémie de Covid-19 | Annulé à cause de la pandémie de Covid-19 | Annulé à cause de la pandémie de Covid-19 | Annulé à cause de la pandémie de Covid-19 |  |
| 2022  | France / Saint-Omer     | Allemagne                                 | Allemagne                                 | Espagne                                   | Nouvelle-Zélande                          |  |
| 2024  | Chine / Deqing          |                                           |                                           |                                           |                                           |  |

## Table des médailles

### Table des médailles «Senior Hommes»
| Rang | Pays            | Médaille d'or | Médaille d'argent | Médaille de bronze | Médailles | Participations |
| ---- | --------------- | ------------- | ----------------- | ------------------ | --------- | -------------- |
| 1    | France          | 4             | 2                 | 1                  | 7         | 15             |
| 2    | Pays-Bas        | 3             | 2                 | 2                  | 7         | 15             |
| 3    | Australie       | 3             | 0                 | 0                  | 3         | 13             |
| 4    | Allemagne       | 2             | 5                 | 3                  | 10        | 15             |
| 5    | Grande-Bretagne | 2             | 2                 | 2                  | 6         | 15             |
| 6    | Italie          | 1             | 3                 | 4                  | 8         | 15             |
| 7    | Espagne         | 0             | 1                 | 3                  | 4         | 12             |

### Table des médailles «Senior Femmes»
| Rang | Pays             | Médaille d'or | Médaille d'argent | Médaille de bronze | Médailles | Participations |
| ---- | ---------------- | ------------- | ----------------- | ------------------ | --------- | -------------- |
| 1    | Allemagne        | 7             | 4                 | 1                  | 12        | 14             |
| 2    | Grande-Bretagne  | 4             | 6                 | 0                  | 10        | 14             |
| 3    | Australie        | 2             | 1                 | 2                  | 5         | 11             |
| 4    | Nouvelle-Zélande | 1             | 1                 | 0                  | 2         | 13             |
| 5    | France           | 0             | 2                 | 8                  | 10        | 14             |
| 6    | Italie           | 0             | 0                 | 2                  | 2         | 9              |
| 7    | Pays-Bas         | 0             | 0                 | 1                  | 1         | 10             |

### Table des médailles «Espoir Hommes»
| Rang | Pays            | Médaille d'or | Médaille d'argent | Médaille de bronze | Médailles | Participations |
| ---- | --------------- | ------------- | ----------------- | ------------------ | --------- | -------------- |
| 1    | France          | 3             | 2                 | 0                  | 5         | 9              |
| 2    | Grande-Bretagne | 3             | 1                 | 1                  | 5         | 9              |
| 3    | Allemagne       | 2             | 3                 | 2                  | 7         | 9              |
| 4    | Espagne         | 2             | 0                 | 1                  | 3         | 9              |
| 5    | Pays-Bas        | 0             | 2                 | 0                  | 2         | 9              |
| 6    | Italie          | 0             | 1                 | 5                  | 6         | 10             |
| 7    | Danemark        | 0             | 1                 | 0                  | 1         | 7              |
| 8    | Japon           | 0             | 0                 | 1                  | 1         | 9              |

### Table des médailles «Espoir Femmes»
| Rang | Pays             | Médaille d'or | Médaille d'argent | Médaille de bronze | Médailles | Participations |
| ---- | ---------------- | ------------- | ----------------- | ------------------ | --------- | -------------- |
| 1    | Allemagne        | 5             | 2                 | 0                  | 7         | 7              |
| 2    | France           | 1             | 2                 | 0                  | 3         | 7              |
| 3    | Nouvelle-Zélande | 1             | 0                 | 4                  | 5         | 5              |
| 4    | Pologne          | 0             | 3                 | 0                  | 3         | 7              |
| 5    | Grande-Bretagne  | 0             | 0                 | 1                  | 1         | 7              |
| 5    | Espagne          | 0             | 0                 | 1                  | 1         | 3              |
| 5    | Japon            | 0             | 0                 | 1                  | 1         | 2              |